# Heinrich Pachl

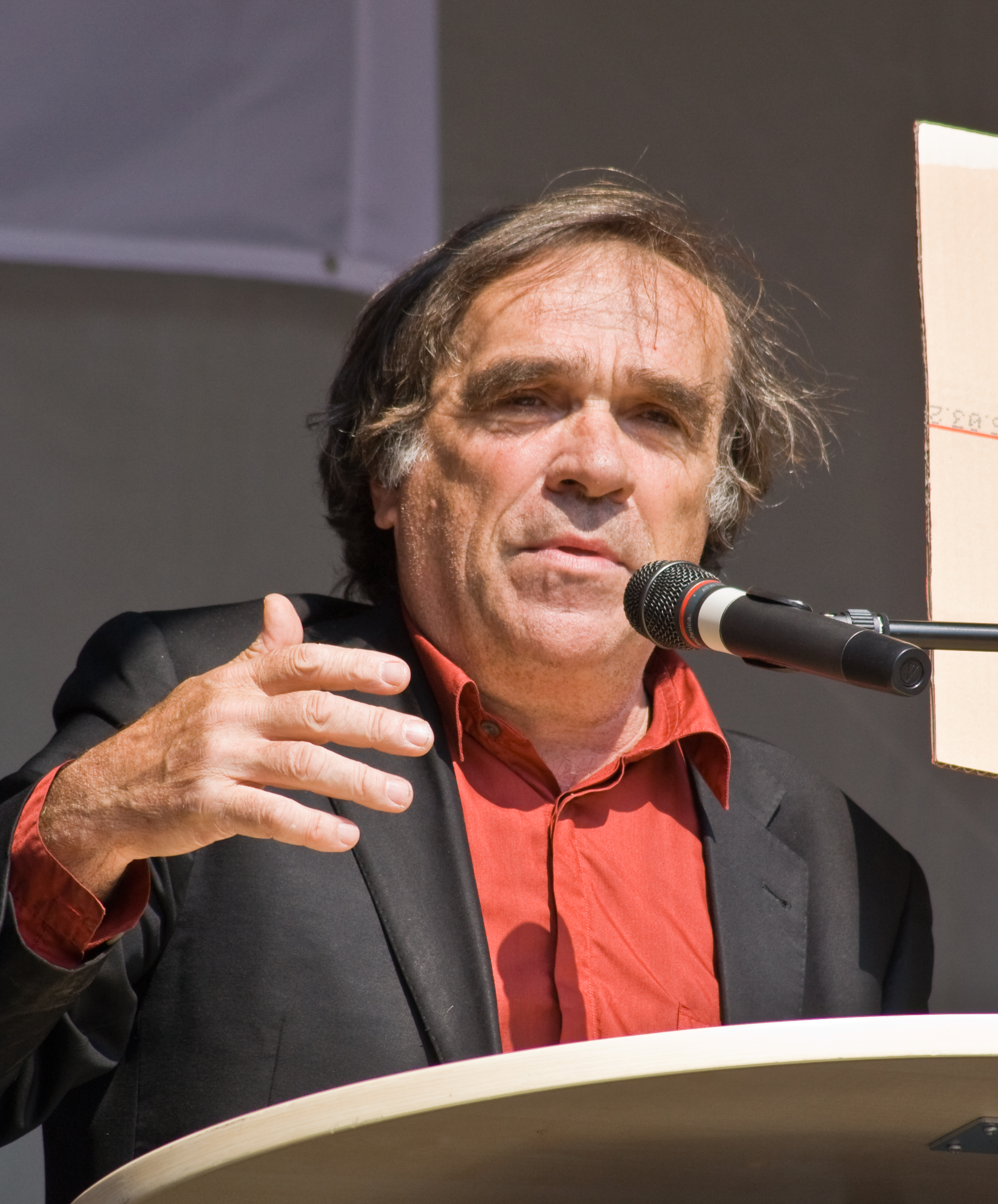
Heinrich Pachl (DGB-Maikundgebung 2009 in Bonn)

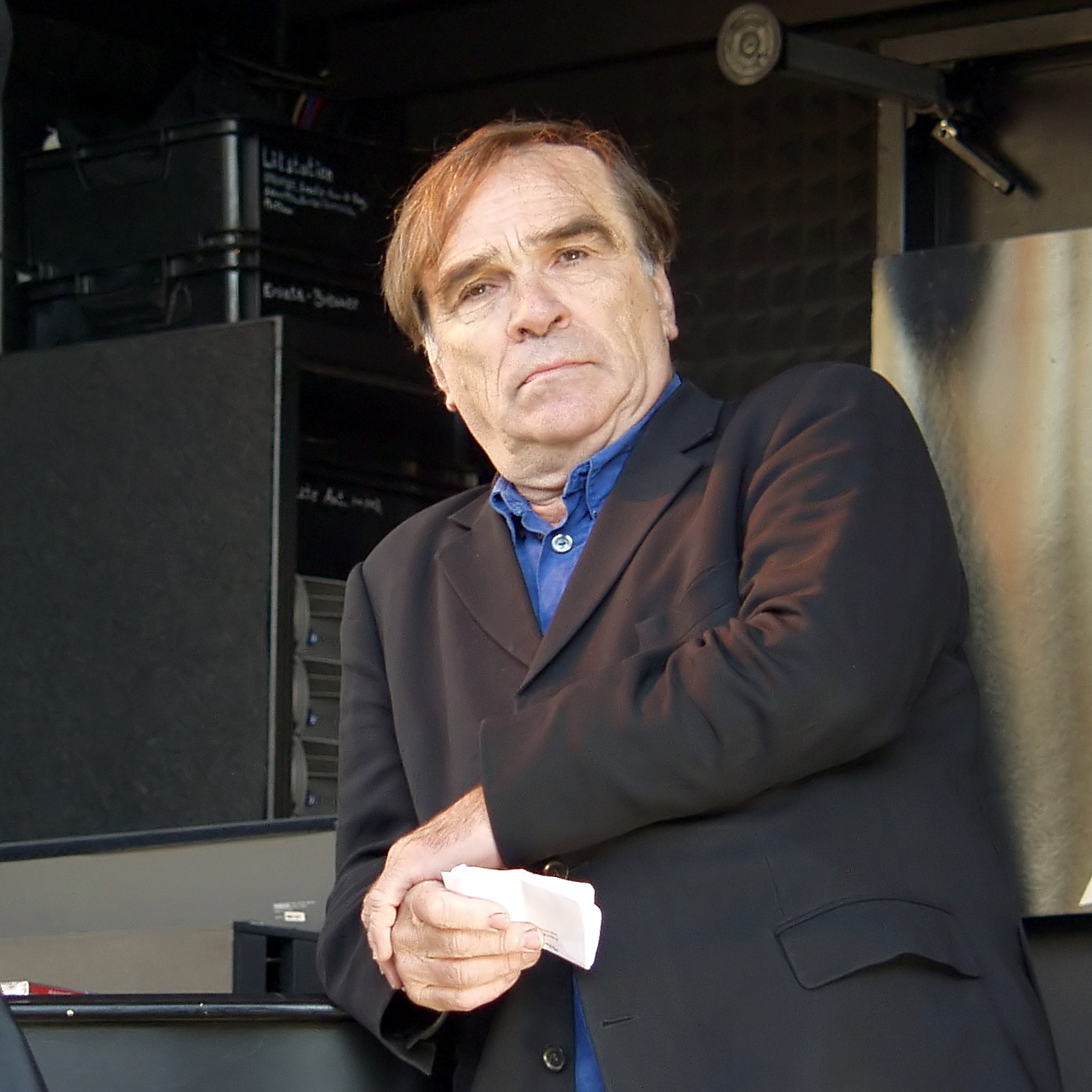
Heinrich Pachl auf der politischen Demonstration „Köln stellt sich quer“ 2008 gegen den so genannten „Anti-Islamisierungskongress“ vor dem Gürzenich in Köln

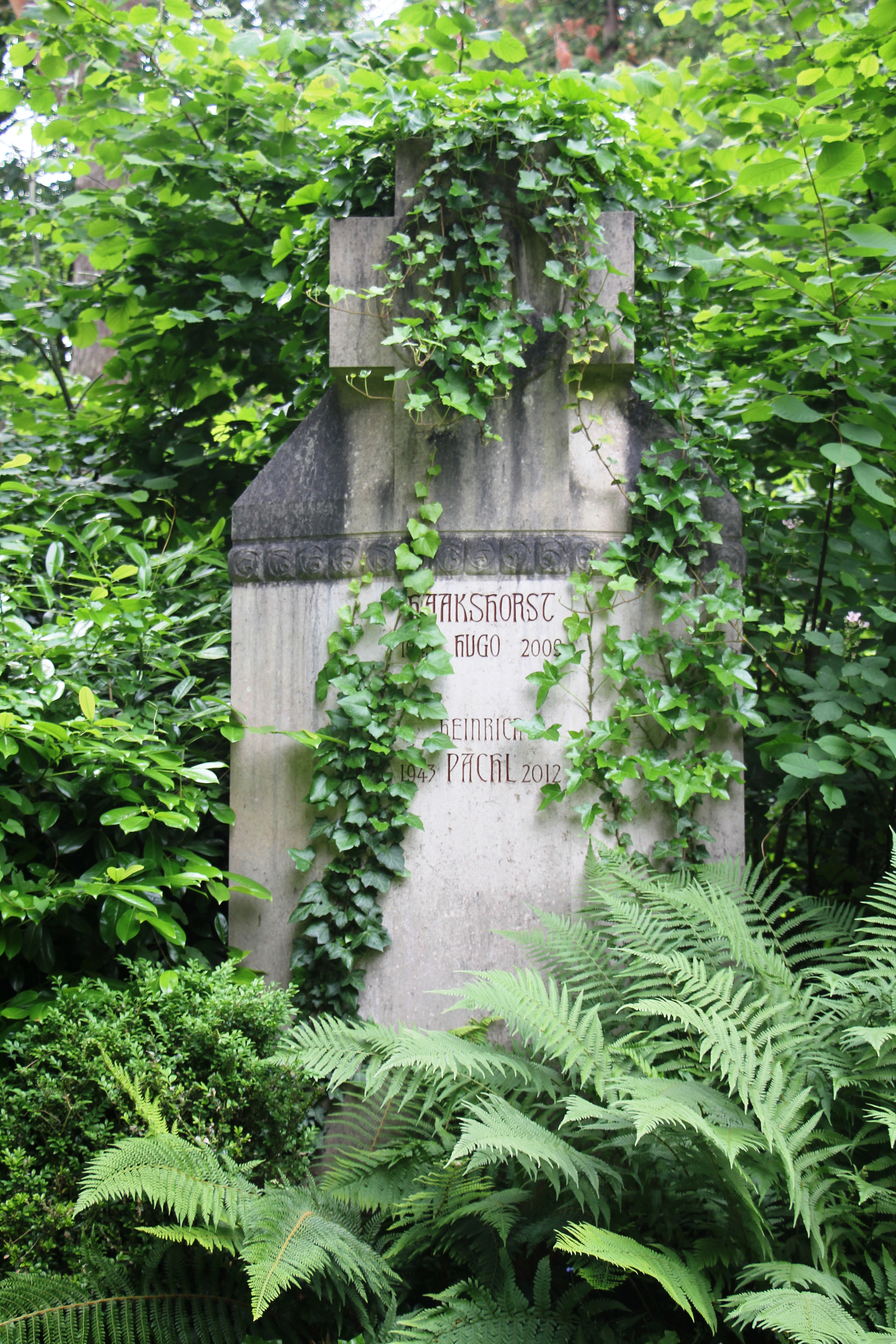
Pachls Grab auf dem Melatenfriedhof

Heinrich Pachl (* 12. Oktober 1943 in Nordrach; † 21. April 2012 in Köln) war ein deutscher Kabarettist, Schauspieler, Autor und Filmemacher.

## Leben
1970 gründete Pachl gemeinsam mit der Schauspielerin Christiane Bruhn und dem Autor Erasmus Schöfer in Köln das »Industrietheater Rhein-Ruhr Der wahre Anton«, eine Formation des Straßentheaters. Gemeinsam mit Jochen Fischer und Christian Maiwurm griff er von 1975 bis 1981 mit der auf Video produzierten Kölner Wochenschau Themen wie Hausbesetzungen und Umweltskandale auf. Dabei prangerte er auch den Kölner Klüngel an. Seine kabarettistische Laufbahn begann er mit Polit- und Straßentheater, bevor er auch in Fernsehfilmen zu sehen war (Südstadt in Aspik, homo blech, Ben Ruhr, Der Medienfreak, Geld und Gute Worte als Dokumentarfilme). 2007 wirkte er in dem Fernseh-Zweiteiler Teufelsbraten mit, 2009 war er in Unter Bauern auch auf der Kinoleinwand zu sehen. Seinen Freund Günter Wallraff unterstützte er bei mehreren Projekten, indem er Rollen im Rahmen von dessen verdeckten „Einsätzen“ übernahm. Unter anderem spielte er für die Recherchen zu Wallraffs Buch Ganz unten einen Personalvermittler, der Arbeitskräfte für gefährliche Wartungsarbeiten in Atomkraftwerken sucht.
Pachl war einer der Gründer des Werkkreises Literatur der Arbeitswelt. 1987 wurde er Mitbegründer und Gesellschafter des  Pantheon Theaters in Bonn. Ab den 1990er Jahren veröffentlichte er insgesamt vier Theaterstücke. Beim Kölner Schauspiel übernahm er auch mehrfach Aufträge als Regisseur (Die Einheitser; Talk Radio).
Bekannt wurde Pachl als Kabarettist in den 1970er Jahren mit der Formation Der wahre Anton. Später bevorzugte er gemeinsame Auftritte mit Richard Rogler (1979–1982), Rainer Pause (1982–1985), Matthias Beltz (1986–1989) und Arnulf Rating (1991–1993). Außerdem war Pachl Mitglied der legendären Kabarettgruppe Reichspolterabend, der auch Matthias Beltz, Achim Konejung, Arnulf Rating und Horst Schroth angehörten. Ab 1994 trat Pachl meist solo auf. Sein Programm Das überleben wir feierte im März 2011 Premiere.
Er starb in seinem Haus in Köln-Nippes, nachdem ihm am Vormittag desselben Tages ein Stent gesetzt worden war. Die Überlebensprognose seiner ihm seit zehn Jahren bekannten Krebserkrankung hatte er um gut fünf Jahre überlebt. Bis zuletzt hatte er sein aktives Leben weitergeführt, lediglich im März 2012 einen Auftritt absagen müssen. Seine Grabstätte befindet sich auf dem Kölner Melaten-Friedhof.
Heinrich Pachl war mehr als 40 Jahre mit der Lehrerin und Musikerin Li Daerr liiert, seit 2006 waren die beiden verheiratet.

## Bürgerschaftliches Engagement
Heinrich Pachl war unter anderem Gründungsmitglied des Bürgerkomitees alternative Ehrenbürgerschaft, das in Köln die "Alternative Kölner Ehrenbürgerschaft" vergibt.
Er gehörte 1986 zu den Gründungsmitgliedern des Dachverbands der Kritischen Aktionärinnen und Aktionäre.

## Auszeichnungen
- 1982: Deutscher Kleinkunstpreis zusammen mit Richard Rogler als Duo Der wahre Anton für das Programm Absahnierung
- 1988: Adolf-Grimme-Preis mit Bronze für Unterhaltung für den Film homo blech
- Goldene Gräte vom Fischmarkt Zoppot für Lachen, das im Halse steckenblieb
- 2006: Deutscher Kabarettpreis
- 2007: Gaul von Niedersachsen Preis
- 2009: Morenhovener Lupe Preis
- Seit dem 1. Mai 2014 ist in Köln-Nippes ein Platz nach Pachl benannt.[8]

## Soloprogramme
- 1994: Nicht zu fassen
- 1996: Geld und gute Worte
- 1998: Der Optimator
- 2001: Chaos und Spiele
- 2003: Abseitsfalle
- 2006: Vertrauensstörende Maßnahmen
- 2008: Spur der Scheine
- 2011: Das überleben wir

## Theaterstücke
- 1990: Einheitser
- 1991: Im Wilden Osten
- 1995: Gesellschaft mit beschränkter Hoffnung
- 2006: Köln ist Kasse

## Filmografie
- 1983–1985: Hoffmanns Geschichten (Fernsehserie)
- 1989: Elektro-Lähmung – Ein Film gegen die Ohnmacht
- 1991: Ins Blaue
- 1995: Verbotene Liebe (Fernsehserie)
- 1998: Twiggy – Liebe auf Diät
- 1999: SK Kölsch (Fernsehserie)
- 2000: Tatort – Direkt ins Herz (Fernsehreihe)
- 2002: Die Sitte (Fernsehserie)
- 2004: Frech wie Janine (Fernsehserie)
- 2005: Tatort – Erfroren (Fernsehreihe)
- 2007: Teufelsbraten
- 2009: Unter Bauern – Retter in der Nacht

## Bücher
- Nicht zu fassen – Unser globales Dorf soll schöner werden. Kiepenheuer und Witsch, Köln 1994 ISBN 3-462-02322-5
- Die Spur der Scheine – Nachrichten zur Plage der Nation. Heyne, München 2009 ISBN 978-3-453-62039-1

## Diskographie
- Chaos und Spiele. Con Anima, Düsseldorf 2001

## Nachrufe
- Vertrauensbildende Maßnahmen – Erinnerungen an Heinrich Pachl, Radio-Feature von Michael Lohse (WDR5, 28. April 2012, 110 Min.)[9]